# 전병철 (교수)
전병철(田炳澈, Jun Byoungchul Joseph)은 아신대학교(Acts University)에서 교육미디어커뮤니케이션 교수이다. 한국계 미국인 목회자이며 교육학자이자 미래학자이다.

## 학력과 경력
- 한국 대일외국어고등학교 중국어과 졸업
- 미국 볼더 콜로라도대학교, 심리학/중국학 복수전공 (University of Colorado, Boulder, B.A.)
- 미국 풀러신학대학원 (Fuller Theological Seminary, M.Div.)
- 미국 바이올라대학교 (Biola University, Ph.D.)
- 미국 UCLA 방문연구원
- 한국 기독교교육학회 회원 (이사)
- 미국 북미주개혁교회 협력선교사 (또감사선교교회)
- 한국 평촌새중앙교회 협동목사

## 연구분야
학부에서 심리학을 공부하다가 처음 신학과 문화, 그리고 심리학의 통합에 관심을 갖기 시작했다. 1995년 신학과 심리학의 통합의 전당으로 손꼽히는 풀러신학대학원에서 심리학과 신학을 융합한 학문을 연구하기 시작했고, 이민교회에서 영성목회를 배우던 차에 리차드 포스터와 달라스 윌라드, 유진 피터슨이 주도했던 레노바레 영성훈련운동에 동참하여 세상 속 그리스도인의 영성에 구체적으로 관심을 갖게 되었다. 박사과정 중 귀국하여 병역을 필하자마자 한동대학교에서 처음 강의를 시작했고, 학문적 연구와 더불어 교육에 대한 관심을 갖게 되었다. 다시 도미하여 미국 바이올라대학교에서 다른 문화속에서 기독교인의 정체성을 형성하는 과정에 많은 관심을 갖기 시작하여 다문화성인교육을 전공하여 세상과 교회, 일상과 신앙을 잇는 기독교교육에 열정을 갖게 되었다. 한국기독교 영성의 세계화를 주장하며 영성목회로 알려진 강준민 목사의 책들을 영어로 번역하여 미국 IVP출판사에서 출판했다. 바이올라대학에서 박사학위를 받자마자 역사학자이며 미래학자인 레너드 스윗 교수의 미래교회리더십 과정의 논문지도 교수로 합류하며 미래교회 리더십에 눈을 뜨게 되었다. 글로벌 시대의 한국교회를 섬기겠다는 마음으로 귀국한 후로는 복음의 능력을 교회안에 가두지 않고 세상속에서 살아내는 일에 열정을 갖고 변화하는 세상속에서 본질을 지키며 변화를 선도하는 미래교회 리더십을 진지하게 연구하고 있다. 이를 위해 세상과 교회를 잇는 아크연구소(ARCC: Align Research Center for Christianity)를 설립하여 소장으로 활발한 연구활동을 벌이고 있다.

## 박사논문
- Between Sundays: A Case Study of Korean Immigrant Adult Learning Program (Biola University, Ph.D.2010)

## 저서
- 한국교회트렌드2023 (공저, 규장, 2022)
- 뉴노멀 교회학교 리포트 (공저, 한국NCD미디어, 2022)
- 이음의 리더십 (그리심, 2021)
- 세상을 흔들어라 (넥서스크로스, 2015)
- 우리시대의 기독교교육의 정체성과 과제 (공저, 아신대학교출판부, 2017)
- 기독교교육과 상담입문 (공저, 아신대학교출판부, 2016)
- 기독교교육과 미디어 (공저, 기독교한교, 2016)

## 번역서
- 세상이 흉내 낼 수 없는 기독교 (생명의 말씀사, 2017)
- 크리스찬을 위한 마음코칭 (생명의 말씀사, 2011)
- 선하고 아름다운 공동체 (생명의 말씀사, 2011)
- 선하고 아름다운 삶 (생명의 말씀사, 2010)
- 선하고 아름다운 하나님 (생명의 말씀사, 2009)
- Spirituality of Gratitude (IVP, 2010)
- Scripture by Heart (IVP, 2007)
- Deep Rooted Christianity (IVP, 2005)

## 논문
- 교회를 떠나는 청년들의 이유와 대안 모색을 위한 델파이 연구 (공동연구, 2021, ACTS 신학저널)
- 한국선교사 자녀교육에 대한 인식개선의 다문화교육적 고찰 (공동연구, 2020, ACTS 신학저널)
- 한국 MK에 관한 국내연구 동향과 고찰 (공동연구, 2018, ACTS신학저널)
- Rethinking the Role of Churches in Affluent Society (단독, 2017, Journal of Korean Christian Education)
- 한국교회학교 위기의 내적인 요인 심층분석(공동연구, 2016, ACTS 신학저널)
- 대학수업에서의 SNS 활용에 대한 연구: 경험자와 비경험자 학습자의 비교 (공동연구, 2016, 디지털산업정보학회)
- 다문화사회와 한국교회 (2016, 월드뷰)
- The Cultural Affects and the Roles of the Teachers (2015, ACTS신학저널)
- 한국교회교육에 대한 교육지도자의 인식도 연구 (공동연구, 2015, 한국복음주의신학회)  외 다수의 논문

## 같이 보기
- 아세아연합신학대학교
- 한국복음주의신학회
- 북미주개혁교회
- ARCC 연구소